# Actinopus insignis
Espèce
Synonymes
- Aussereria insignis Holmberg, 1881

Actinopus insignis est une espèce d'araignées mygalomorphes de la famille des Actinopodidae.

## Distribution
Cette espèce se rencontre en Argentine dans les provinces de Buenos Aires et de Córdoba et en Uruguay dans le département de Maldonado,.

## Description
Le mâle décrit par Ríos-Tamayo et Goloboff en 2018 mesure 8,10 mm et la femelle 17,52 mm.

## Publication originale
- Holmberg, 1881 : Géneros y especies de arácnidos argentinos nuevos ó poco conocidos 2. Anales de la Sociedad Científica Argentina, vol. 11, p. 169-177.